# Manfred Bockenfeld
Manfred Bockenfeld (* 23. Juli 1960 in Oeding) ist ein ehemaliger deutscher Fußballspieler. Als Spieler des SV Werder Bremen errang der zumeist als offensiver Außenverteidiger eingesetzte Spieler große Erfolge: Bockenfeld gewann mit Bremen 1991 und 1994 zweimal den DFB-Pokal (beide Male aber kein Finaleinsatz), 1992 den Europapokal der Pokalsieger und 1993 die deutsche Meisterschaft. Insgesamt werden für ihn in der Bundesliga 336 Ligaspiele mit 34 Toren aufgeführt.

## Karriere

### Anfänge, Start und Etablierung in der Bundesliga, bis 1989
Geboren und aufgewachsen im Westmünsterland erlernte Manfred Bockenfeld das Fußballspielen in der Jugend des FC Oeding.
Er begann seine höherklassige Karriere 1978 in der Oberliga Nordrhein beim 1. FC Bocholt, mit dem er 1979/80 in die 2. Bundesliga aufstieg. Nach einer starken Zweitligasaison, in der er als Abwehrspieler 14 Tore in 41 Einsätzen in der Mannschaft des Aufsteigers erzielte und Bocholt unter Trainer Friedel Elting und an der Seite von Mitspielern wie Torhüter Dieter Ferner und Angreifer Reinhard Majgl den 12. Rang erreichte, wechselte Bockenfeld im Sommer 1981 in die Bundesliga zu Fortuna Düsseldorf. Im ersten Jahr ohne Klaus Allofs versuchten die Fortunen mit den Neuzugängen Bockenfeld, Ludger Kanders, Oliver Bücher und Joachim Hutka unter dem neuen Trainer Jörg Berger den Abfall in die hinteren Regionen der Tabelle zu verhindern. Nach dem 7. Spieltag stand Düsseldorf aber mit 3:11 Punkten auf dem 17. Rang und legten personell mit der Nachverpflichtung des Angreifers Atli Edvaldsson nach. Am Rundenende belegte die Fortuna mit 25:43 Punkten den 15. Rang und hatte damit den Klassenerhalt erreicht. Bockenfeld war in 23 Ligaspielen zum Einsatz gekommen und hatte seine Bundesligatauglichkeit unter Beweis gestellt.
Bei Fortuna Düsseldorf entwickelte Bockenfeld sich unter den Trainern Berger, Willibert Kremer und Dieter Brei zu einem der besten Rechtsverteidiger der Liga. Bundestrainer Jupp Derwall gab ihm im Februar 1984 in einem DFB-Vorbereitungsspiel zur Fußball-Europameisterschaft 1984 eine Chance im Nationalteam gegen Bulgarien, doch bei diesem einzigen Einsatz blieb es in seiner Karriere. Mit der Olympiamannschaft nahm Bockenfeld Ende Juli/Anfang August 1984 am Turnier in Los Angeles teil und kam in den Spielen unter DFB-Trainer Erich Ribbeck gegen Marokko (2:0), Brasilien (0:1), Saudi-Arabien (6:0) und Jugoslawien (2:5) an der Seite von Spielführer Dieter Bast zum Einsatz. Aber der technisch starke Dauerläufer erlebte in seiner Zeit in Düsseldorf nur den nackten Überlebenskampf: Auf dem Rasen ging es immer um den Klassenerhalt, außerhalb um die Abwendung des finanziellen Kollaps. Als vor der Saison 1986/87 auch noch die Verluste von Michael Bunte, Hans Holmqvist und Günter Thiele zu verzeichnen waren, startete die Mannschaft mit drei klaren Auftaktniederlagen in die Runde. Mit zwei Ausnahmen stand die Fortuna durchgängig auf Platz 17 oder 18 und feierte in der Hinserie lediglich drei Siege. Verschärft wurde die Situation durch die Ausfälle von Jörg Schmadtke, Holger Fach sowie Gerd Zewe. Nach der Halbfinalniederlage im DFB-Pokal beim Zweitligisten Stuttgarter Kickers am 1. April 1987 war die Zeit von Trainer Brei abgelaufen. Aber Nachfolger Gert Meyer und der als Berater wirkende Dietrich Weise konnten die Fortuna auch nicht mehr retten. Als Tabellenvorletzter stieg Fortuna Düsseldorf in die 2. Bundesliga ab. Bockenfeld hatte an der Seite von Mitspielern wie Michael Blättel (28/2), Ralf Dusend (34/6), Sven Demandt (31/4), Andreas Kaiser (30/3), Josef Weikl (33/5) und Rudolf Wojtowicz (27/0) in 29 Ligaeinsätzen drei Tore erzielt.
Nach dem Düsseldorfer Abstieg aus der Bundesliga und nach 178 Bundesligaeinsätzen mit 20 Toren, wechselte Bockenfeld 1987 in die Kurpfalz zum SV Waldhof Mannheim. Beim SV Waldhof war die Ära Klaus Schlappner zu Ende gegangen und mit Felix Latzke ein neuer Trainer zur Saison 1987/88 angetreten. Aber auch in der Quadratestadt am Rhein und Neckar stand der nervraubende Kampf gegen den Abstieg im Vordergrund. Am Rundenende hatte der Mann aus Düsseldorf zwar in 32 Ligaeinsätzen mit fünf Toren seine Qualitäten unter Beweis gestellt, aber Waldhof belegte mit 28:40 Punkten den 16. Rang und hatte deshalb Anfang Juni 1988 Relegationsspiele gegen den Dritten der 2. Bundesliga, SV Darmstadt 98, auszutragen. Am Böllenfalltor setzte sich Darmstadt mit 3:2 durch, im Rückspiel kassierte die Mannschaft von Bockenfeld in der 88. Minute den Anschlusstreffer zum 2:1 und es ging in die Verlängerung und danach in das Elfmeterschießen. Dort gelang der Klassenerhalt mit 5:4. Im zweiten Waldhof-Jahr ging es aber mit dem negativen Lauf weiter: Nach der Hinrunde 1988/89 zierte Waldhof mit 9:25 Punkten den 18. Rang und hatte die „Rote Laterne“ inne. Mitte November hatte Vereinslegende Günter Sebert den glücklosen Latzke abgelöst und versuchte in der über zweimonatigen Winterpause – erst am 18. Februar 1989 ging es mit der Rückrunde weiter – die Weichen für eine rettende Rückrunde zu stellen. Tatsächlich glückte die Rettung, mit 31:37 Punkten erreichten die Mannen um Torhüter Uwe Zimmermann und dem siebenfachen Torschützen Bockenfeld in 32 Ligaspielen und damit zweitbester Waldhof-Schütze, am Rundenende den 12. Rang. Das Angebot von Werder Bremen zur Saison 1989/90 erleichterte Bockenfeld die Zelte in Baden abzubrechen und in den Norden nach Bremen zu wechseln, mit der Hoffnung, endlich in der Bundesliga vom Kampf um den Abstieg entfernt zu sein.

### Werder Bremen, 1989 bis 1994
Seine erfolgreichste Zeit aber begann, als Otto Rehhagel ihn 1989 zu Werder Bremen holte. Mit Bremen gewann er 1992 im Finale gegen den AS Monaco den Europapokal der Pokalsieger und 1993 die deutsche Meisterschaft. Bockenfeld kam 1989 zusammen mit Wynton Rufer zu Werder und Marco Bode wurde von den Amateuren übernommen. In der Bundesliga landeten die Grün-Weißen auf dem 7. Rang und Bockenfeld hatte in 30 Ligaspielen mitgewirkt und zwei Tore erzielt. Die Spiele im UEFA-Cup wurden aber zum Höhepunkt der Saison. In den ersten zwei Runden wurden Lillestrøm SK und Austria Wien ausgeschaltet, dann bekam es die Mannschaft von Trainer Rehhagel mit Titelverteidiger SSC Neapel und dessen Superstar Diego Maradona zu tun. Werder gewann die Spiele in Neapel mit 3:2 und in Bremen mit 5:1. In beiden Spielen war Werder in der Defensive mit Torhüter Oliver Reck, Libero Rune Bratseth und den Verteidigern Bockenfeld, Ulrich Borowka und Jonny Otten angetreten. Die beiden Erfolge gegen Neapel erhalten auch durch die weiteren bekannten Könner bei der Maradona-Elf wie Alemão, Careca, Andrea Carnevale und Gianfranco Zola an Bedeutung. Im Viertelfinale setzte sich Werder gegen den FC Lüttich im März 1990 durch und scheiterte dann im Halbfinale nach zwei Unentschieden (1:1/0:0) am AC Florenz mit deren Stars Roberto Baggio und Carlos Dunga. Der Wechsel von Bockenfeld zu Werder Bremen hatte sich aber als richtig erwiesen.
International ragt der Erfolg 1991/92 im Wettbewerb der Pokalsieger heraus. Mit Erfolgen gegen FC Bacau, Ferencvaros Budapest, Galatasaray Istanbul und im Halbfinale gegen die Belgier vom FC Brügge (0:1/2:0) zogen die Mannen um Bockenfeld in das Finale am 6. Mai 1992 in Lissabon gegen das von Arsène Wenger trainierte AS Monaco ein. Jürgen Rollmann vertrat im Tor den verletzten Oliver Reck, Bratseth dirigierte wie gewohnt als Libero die Abwehr und in der Verteidigung setzte Rehhagel auf Thomas Wolter, Borowka und Bockenfeld. Der kommende Superstar George Weah konnte sich nicht durchsetzen und Werder gewann das Finale mit 2:0. Als in der folgenden Runde 1992/93 der Gewinn der deutschen Meisterschaft gelang, gehörte Bockenfeld mit 17 Einsätzen zwar noch zur Meistermannschaft, aber zum engsten Kreis der Defensiv-Leistungsträger gehörten jetzt neben Bratseth Akteure wie Dietmar Beiersdorfer, Borowka, Wolter, Dieter Eilts und Miroslav Votava.
Nach einigen Verletzungen fand der 33-jährige Bockenfeld keinen Anschluss mehr an die Stammformation und wechselte 1994 in die Regionalliga West zurück zum 1. FC Bocholt, wo er 1997 seine Laufbahn beendete. Manfred Bockenfeld brachte es insgesamt auf 336 Bundesliga-Einsätze und erzielte dabei 34 Tore.
Heute arbeitet er als selbständiger Versicherungsvermittler in seinem Heimatort Südlohn-Oeding.

## Erfolge
- Deutsche Fußballmeisterschaft: 1993
- DFB-Pokal: 1991 und 1994 (ohne Einsatz)
- Europapokal der Pokalsieger: 1992